# 尿片

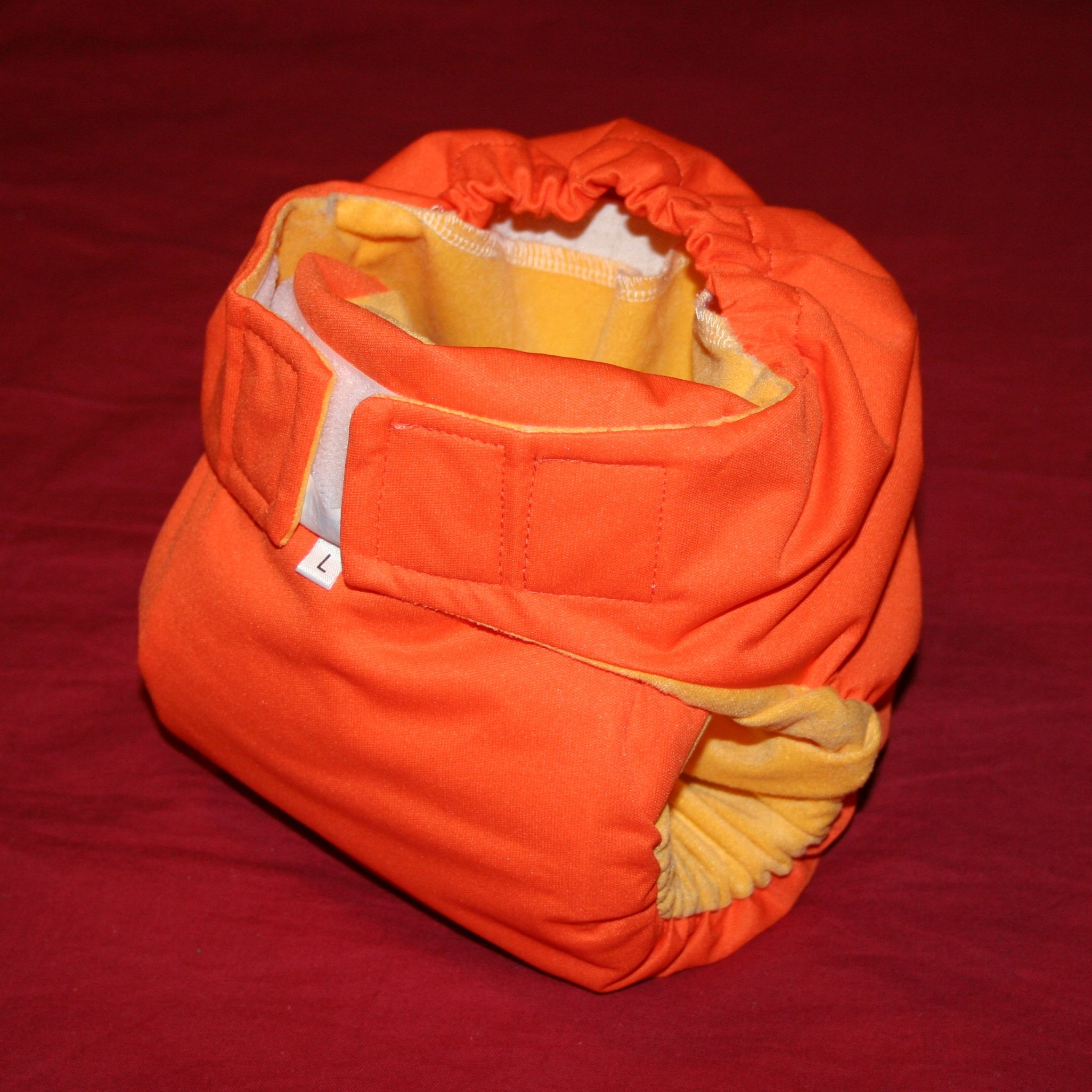
一款兒童尿片

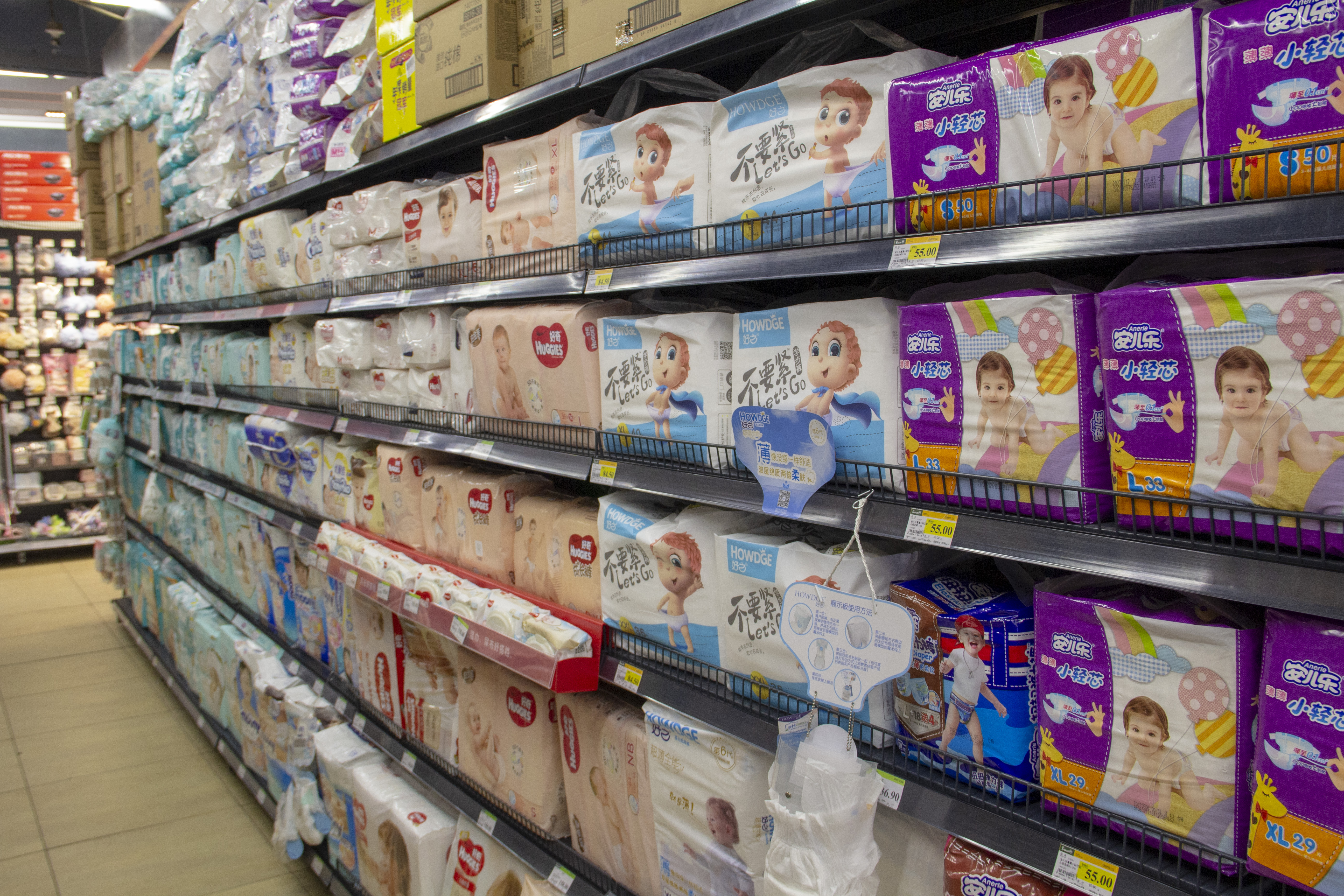
货架上的多种纸尿布

尿片，又稱為尿布、尿褲、尿不湿、屎片，是因為無法或尚未訓練自行控制大小便而穿著，可以讓一個人不用廁所大小便。除此之外，也有讓成人使用的成人紙尿片。尿片的出現，大大地改變了嬰幼兒及撫養者的生活，方便性是人們選擇尿片的一個主要原因。尿片使用了極強的高分子聚合物作為吸收體，有的能吸收高達本身重量50倍的水。但也有部分兒童對不同的吸水材料過敏。有趣的是，對與尿片和傳統的布尿布誰更健康和環保還有爭論。有研究說，洗滌布尿布要使用大量的水和洗滌劑，種植棉花要用殺蟲劑，棉花的漂白也要用到化學制劑。這些研究大多是由主要的尿片生產商贊助的，這也成為了一個爭論點。

## 成人紙尿褲
成人紙尿片是供成人使用的紙尿片，通常較兒童紙尿褲大。一般用到成人紙尿片的人大部份是癱瘓、失禁、行動不便的成人、老年人、國高中學生、戀尿布者等，少部份是在生理上並無排泄上的疾病問題、障礙卻有使用尿布的需求、習慣而使用成人紙尿片，極少部份是長途開車、長時間工作而不得已使用成人紙尿片。

## 兒童紙尿褲
兒童尿褲是供嬰兒，兒童與未成年人使用的紙尿褲。一般而言，會用到兒童紙尿褲的人大部份是嬰兒、幼童及晚間會尿床的小孩、長時間不能去廁所的人，以及國小學童。建議兒童會在1/2歲左右進行戒除日間尿布，而晚間尿布則不必進行。

## 行為或其他事項
有些人雖然是正常而沒有大小便失禁，但還是會瞞著家人偷偷的穿紙尿褲。因為將紙尿褲穿在裡面後，其緊實的感覺有如回到嬰孩時代。

## 相關
- 布尿褲（英语：Cloth diaper）
- 游泳用尿褲（英语：swim diaper）
- 尿布袋（英语：Diaper bag）
- 尿布疹